# NGC 7171
NGC 7171 é uma galáxia espiral barrada (SBb) localizada na direcção da constelação de Aquarius. Possui uma declinação de -13° 16' 11" e uma ascensão recta de 22 horas, 01 minutos e 01,9 segundos.
A galáxia NGC 7171 foi descoberta em 12 de Agosto de 1787 por William Herschel.